# Stèle de Lemnos

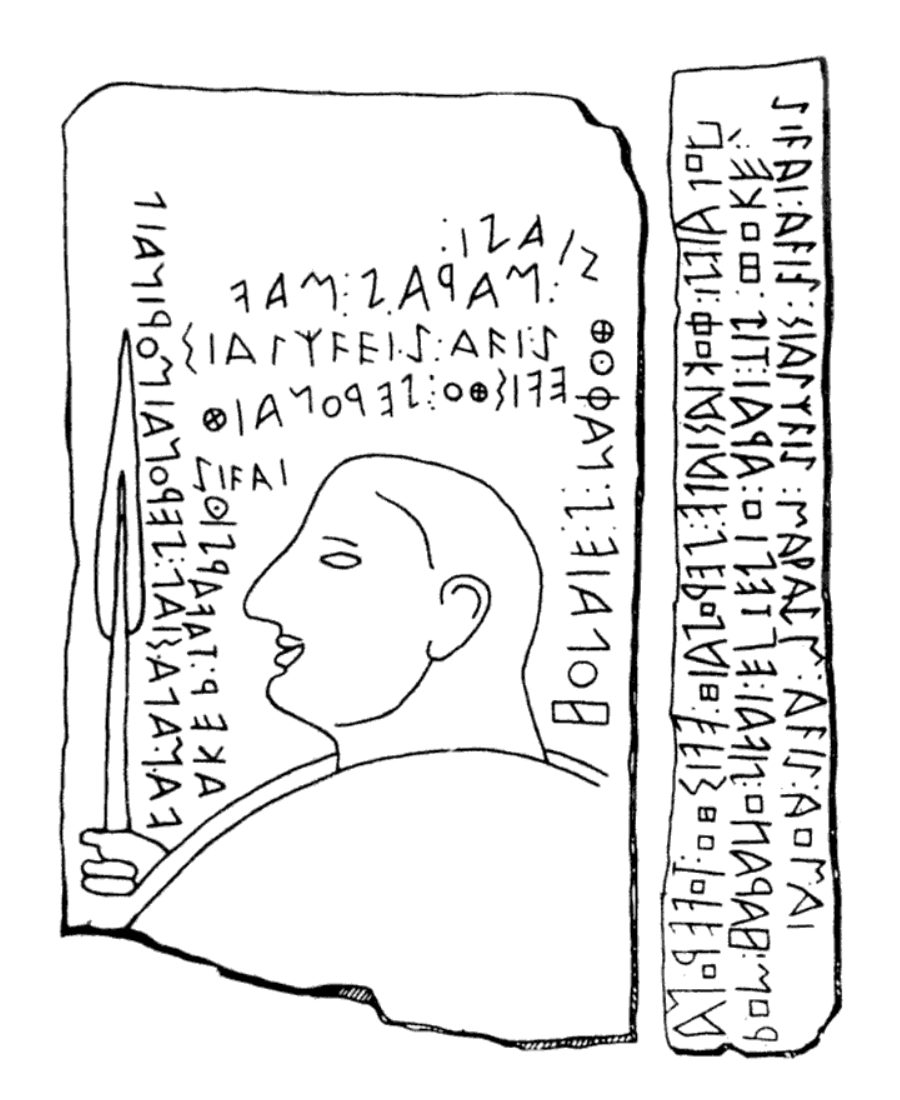
Dessin de la stèle de Lemnos

La stèle de Lemnos  est une pièce archéologique découverte en 1885 sur l'île de Lemnos, datable du VIe siècle av. J.-C. et conservée au Musée national archéologique d'Athènes.

## Histoire
La stèle funéraire a été découverte en 1885 à Caminia,, encastrée dans un pilier d'une église. Son nom provient de l'endroit où elle a été trouvée, l'île de Lemnos située dans le nord-est de la mer Égée.
La stèle, qui comporte la représentation de la tête d'un guerrier portant casque et lance, est datable des dernières décennies du VIe siècle et comporte deux inscriptions, une sur la face et une sur le côté droit. Celles-ci sont longtemps restées mystérieuses, jusqu'au moment où les érudits linguistes modernes ont fait le rapprochement avec les signes similaires de l'alphabet étrusque.
D'après les dernières théories, il s'agirait de caractères de l'étrusque archaïque ayant subi certaines modifications locales. La date du VIe siècle est basée sur le fait qu'en l'an 510 av. J.-C. l'Athénien Miltiade a envahi et hellénisé Lemnos. La stèle porte un bas-relief représentant le buste d'un homme casqué ainsi qu'une inscription dans un alphabet similaire à l'alphabet grec de l'ouest (Chalcis). L'inscription qui est en style boustrophédon a été transcrite mais pas traduite, jusqu'à la mise en application d'une analyse linguistique sérieuse basée sur des comparaisons avec l'étrusque.

## Inscriptions
La stèle, un bas-relief, comporte deux textes, l'un sur la face (A), l'autre sur le côté droit (B).
L'inscription se compose de 198 caractères formant 33 à 40 mots, la séparation entre les mots est parfois indiquée avec un à trois points. Le texte se compose de trois parties, deux écrites verticalement et une horizontalement.
Les textes décrivent sommairement la vie et probablement l'origine du guerrier représenté.

## Transcription
avant:
A.1. hulaieš: naφuθ: Siasi
A.2. Maras: mav
A.3. sialχveiš: Avis
A.4. evisθu: šerunaiθ
A.5. šivai
A.6. Aker: tavaršiu
A.7. vanalasial: šerunai: murinail
côté:
B.1. hulaieši: φukiasiale: šerunaiθ: evisθu: tuveruna
B.2. rhum: haraliu: šivai: eptešiu: Arai: TIS: φuke
B.3. šivai: Avis: sialχviš: marašm: Avis: aumai
Inscription côté A
holaies naphos siasi // marasm av śialchveis avis eviśtho seronaith sivai // aker tavarsio vanalaśial seronai morinail.
Traduction côté ADe Colaie neveu légitime // et magistrat éponyme, de 60 ans, dans le district de Efestie vécut // Aker Tavarsie (fils) de la Vanalasi du territoire de Myrina.
Inscription côté B
holaiesi fokasiale seronaith evistho toverona [ ] rom haralio sivai eptesio arai tis foke sivai avis sialchis maras avis aomai.
Traduction côté BSous Colaie le Phocéen du territoire d'Efestie ambassadeur [..] vécut, à sept ans arriva de Phocée, vécut 60 ans, fut magistrat éponyme.
La langue employée est considérée comme apparentée à l'étrusque. Par exemple, le mot avis employé pour « année » se rapproche de l'étrusque avils, de même sens, tandis que sivai (vécu) est similaire à l'étrusque zivas (ayant vécu). L'indication d'âge Avis sialχviš («soixante ans», B.3), rappelle l'étrusque śealχisc avils maχs (« et âgé de soixante-cinq »), avec la même formation du numéral par suffixation.
L'inscription de Lemnos n'est pas isolée quant à ses particularités, en effet des graffitis sur vases découverts en 1928  confirment qu'une langue propre était pratiquée à Lemnos avant que l'île ne soit hellénisée vers 500 av. J.-C., et qu'il ne s'agit donc pas d'un matériel importé ou d'une écriture rédigée par un étranger de passage.

## Inscription d'Efestia
Une nouvelle inscription a été trouvée lors des fouilles de Efestia sur l'île de Lemnos. L'inscription se compose de 26 lettres disposées en deux lignes de script boustrophédon.
Transcription
Ligne supérieure (de gauche à droite):
hktaonosi: heloke.
ligne inférieure (de droite à gauche):
soromš: aslaš